# Sistema Europeu de Informação e Autorização de Viagem

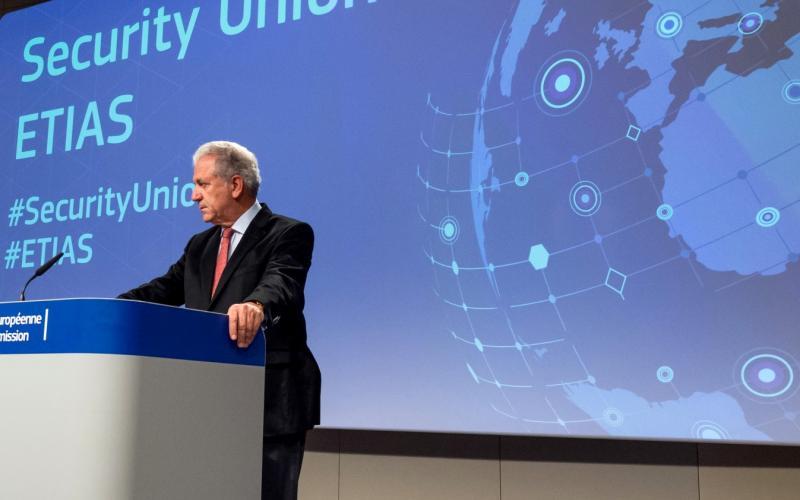
Dimitris Avramopoulos na conferência de imprensa em Bruxelas relativa à proposta do ETIAS.

O Sistema Europeu de Informação e Autorização de Viagem (em inglês: European Travel Information and Authorisation System, ETIAS) é um sistema eletrónico da União Europeia para os visitantes estrangeiros isentos de visto que se candidatam para visitar o Espaço Schengen (incluindo os países da AECL), bem como o Chipre. A sua entrada em vigor está prevista para o último trimestre de 2026, aproximadamente um ano após a implementação do Sistema de Entrada/Saída (SES). A taxa de candidatura é de €20 (um incremento face aos €7 inicialmente previstos devido à inflação dos preços) para visitantes entre os 18 e os 70 anos. As autorizações de viagem são válidas por três anos ou até à data de validade do passaporte, consoante o que ocorrer primeiro.
De acordo com a Comissão Europeia, é implementado "para a identificação de segurança, imigração irregular ou elevados riscos epidémicos representados pelos visitantes isentos de visto". Não é um visto, e não garante a entrada.
O sistema determina a elegibilidade e verifica a candidatura à autorização de viagem para os nacionais dos países terceiros isentos de visto que viajam para os países do Espaço Schengen. Caso o candidato tenha cometido um crime, a sua candidatura irá para uma análise mais aprofundada para decidir se lhe é concedida ou recusada a autorização de viagem. O objetivo é melhorar a segurança interna, prevenir a imigração ilegal, proteger a saúde pública e reduzir os atrasos nas fronteiras, ao identificar as pessoas que possam representar um risco nestes domínios antes da sua chegada às fronteiras externas do Espaço Schengen.
A autorização via ETIAS não determina se um viajante é admissível no Espaço Shengen. Os agentes das autoridades nacionais de imigração e proteção de fronteiras, em colaboração com a Frontex, Europol e Interpol, determinam a admissibilidade à chegada dos viajantes. O sistema ETIAS armazena as informações biográficas, o histórico de autorizações de viagem e as respostas às perguntas relativas à elegibilidade da isenção de visto. A candidatura à autorização de viagem do ETIAS será necessária para viajar para o Espaço Schengen, bem como para o Chipre. A Irlanda, apesar de ser um estado-membro da UE/EEE, não participa inicialmente no ETIAS, porque possui derrogações (opt-outs) nas legislações do Espaço Schengen e do Espaço de liberdade, de segurança e de justiça (ELSJ), mas poderá aderir-lhe no futuro.

## Sistemas semelhantes
O ETIAS é semelhante a outros sistemas eletrónicos de candidatura a autorizações de viagens já existentes no mundo, tais como:
- Autorização Eletrónica de Viagem do Reino Unido (ETA)[24][25][26]
- Autorização Eletrónica de Viagem (ETA) na Austrália[27]
- Sistema Eletrónico para Autorização de Viagem (ESTA) nos Estados Unidos[28]
- Autorização Eletrónica de Viagem (eTA) no Canadá[29]
- Autorização Eletrónica de Viagem da Nova Zelândia (NZeTA) na Nova Zelândia[30]
- Autorização Eletrónica de Viagem da Coreia (K-ETA) na Coreia do Sul[31][32]
- Autorização Eletrónica de Viagem (ETA) no Paquistão[33]
- Autorização Eletrónica de Viagem (ETA) na Índia (também conhecida por e-Visa na Índia)[34]
- Autorização Eletrónica de Viagem (ETA) no Sri Lanka (Ceilão)[35]

## História
A ideia de um sistema eletrónico de autorização de viagem foi proposta pela primeira vez pela Comissão Europeia em 2016. O ETIAS foi aprovado e formalmente estabelecido pelo Regulamento (UE) 2018/1240 do Parlamento Europeu e do Conselho, de 12 de setembro de 2018.

## Nacionalidades aplicáveis
O ETIAS é necessário para entrar em 30 países europeus, incluindo os 29 estados-membros do Espaço Schengen, bem como o Chipre. A Irlanda, que faz parte da Zona Comum de Viagens (ZCV), é o único estado-membro da União Europeia que continua a ter a sua própria política de vistos e não planeia aderir ao Espaço Schengen ou utilizar o ETIAS.
Visitantes que têm dupla nacionalidade de um estado-membro da UE ou do Espaço Schengen e de um país terceiro isento de visto (por exemplo, Itália e Canadá) não precisam do ETIAS caso na fronteira portem o documento de viagem da UE ou do Espaço Schengen.
Com a sua entrada em funcionamento, o ETIAS é exigido aos nacionais de todos os países terceiros isentos de visto (Anexo II), exceto aos nacionais dos microestados europeus de Andorra, Mónaco, São Marinho e aos titulares de um passaporte emitido pelo Estado da Cidade do Vaticano ou pela Santa Sé. Também é exigido aos familiares de cidadãos da UE ou do Espaço Schengen que não possuam um Cartão de Residência de membro da família de um cidadão da União ou que não consigam comprovar o seu estatuto de membro da família de um cidadão da União Europeia.
No entanto, o ETIAS não é exigido a portadores de visto Schengen, autorização de residência, autorização de trânsito fronteiriço local; cidadãos da UE/Schengen ou os seus familiares portadores de um cartão de residência; aos refugiados ou apátridas com documentos de viagem emitidos por um estado-membro da UE ou do Espaço Schengen. Os membros de tripulação, os portadores de passaportes diplomáticos ou oficiais e os passageiros em trânsito no aeroporto estão também isentos.
Os visitantes nacionais dos seguintes países e territórios terceiros, com passaportes ordinários isentos de visto ou com permissões (autorizações) de residência emitidas por um estado-membro da UE ou do Espaço Schengen, atendem ao critério do ETIAS:
| - Albânia - Antígua e Barbuda - Argentina - Austrália - Bahamas - Barbados - Bósnia e Herzegovina - Brasil - Brunei - Canadá - Chile - Colômbia - Costa Rica - Dominica - El Salvador - Geórgia - Granada - Guatemala - Honduras - Hong Kong | - Israel - Japão - Kiribati - Kosovo (reconhecimento limitado na UE) - Macau - Malásia - Ilhas Marshall - Ilhas Maurícias - México - Micronésia - Moldávia - Montenegro - Nova Zelândia - Nicarágua - Macedónia do Norte - Palau - Panamá - Paraguai - Peru - São Cristóvão e Neves | - Santa Lúcia - São Vicente e Granadinas - Samoa - Sérvia - Seicheles - Singapura - Ilhas Salomão - Coreia do Sul - Taiwan - Timor-Leste - Tonga - Trindade e Tobago - Tuvalu - Ucrânia - Emirados Árabes Unidos - Reino Unido - Estados Unidos - Uruguai - Venezuela |  |

A candidatura a uma autorização de viagem ETIAS não se aplica aos nacionais dos microestados europeus de Andorra, Mónaco e São Marinho e aos titulares de um passaporte emitido pelo Estado da Cidade do Vaticano ou pela Santa Sé, nos termos do artigo 2.º, n.º 2, alínea g), do Regulamento (UE) 2018/1240.

## Isenções
As seguintes categorias de indivíduos não estão sujeitas à obrigatoriedade geral do ETIAS:
- Cidadãos dos seguintes países e regiões: (os cidadãos com dupla nacionalidade necessitam de um passaporte europeu ou de um documento de identidade nacional válido)
  - União Europeia
  - AECL (EFTA)
  -  Andorra
  -  São Marinho
  -  Mónaco
  -  Estado da Cidade do Vaticano (ou Santa Sé)
- Estrangeiros portadores de:
  - Autorização de Residência ou Cartão de Residência emitido por um estado-membro da UE ou Schengen (incluindo beneficiários britânicos do Acordo de Saída do Brexit)
  - Visto Schengen
  - Documento de Viagem para Refugiados[47] ou Apátridas[48] emitido por um estado-membro de Schengen.
  - Passaporte diplomático, de serviço ou especial (salvo exceções)
  - Documento de viagem emitido por determinadas organizações intergovernamentais (incluindo o Conselho da Europa, UE, CICV, OECO, Laissez-Passer da ONU, Laissez-Passer da UE, bem como documentos de viagem da NATO e Interpol)

## Processo de candidatura à autorização de viagem ETIAS
Todos os potenciais visitantes para formalizar a sua candidatura a uma autorização de viagem ETIAS deverão preencher um formulário em linha (online) e aguardar pela sua aprovação, antes da sua partida. Nos termos do artigo 18.º do Regulamento para cada candidatura, todos os adultos com idades entre os 18 e os 70 anos têm obrigatoriamente de pagar uma taxa de €20. Os candidatos de idade inferior a 18 anos ou superior a 70 no momento da submissão do formulário preenchido estão isentos do pagamento da taxa. Estima-se que 1,4 mil milhões de pessoas serão abrangidas pela candidatura a uma autorização de viagem ETIAS.
As informações inseridas são automaticamente verificadas nas bases de dados da UE e nas bases de dados relevantes da Europol e da Interpol para determinar se há motivos para recusar uma autorização de viagem. Se não forem identificadas semelhanças com outras bases de dados ou outros elementos que exijam uma análise mais aprofundada, a autorização de viagem é emitida de forma automática e imediata. Prevê-se que o sistema trate a grande maioria das candidaturas automaticamente, pesquisando nas várias bases de dados eletrónicas, e forneça uma resposta imediata, mas num número limitado de casos pode demorar até trinta dias.
Antes do embarque, os operadores de transportes aéreos, marítimos e ferroviário têm obrigatoriamente de verificar se os nacionais de países terceiros sujeitos ao requisito de autorização de viagem possuem uma autorização de viagem ETIAS válida. Esta obrigação também se aplica aos operadores de transporte rodoviário que operam rotas internacionais transportando grupos de pessoas em autocarro (ônibus) após um período inicial de três anos após a entrada em operação do ETIAS. A autorização de viagem ETIAS não concede um direito automático de entrada na UE ou no Espaço Schengen, sendo que a decisão final é tomada pelos agentes da autoridade de imigração e proteção de fronteiras.
O candidato deverá fornecer na candidatura um conjunto de informações, como por exemplo: dados pessoais, documento de viagem (passaporte ou documento equivalente), o estado-membro da UE da primeira estadia pretendida, questões de fundo relacionadas com os antecedentes criminais, presença em zonas de conflito, ordens de saída do território de um estado-membro da UE ou de países terceiros, decisões de deportação emitidas, bem como, caso o pedido seja apresentado por uma pessoa diferente do requerente, a identidade da pessoa ou da empresa que a representa.
A autorização ETIAS não garante a entrada na UE ou no Espaço Schengen, apenas concede o direito de se deslocar com destino a uma fronteira externa da UE ou do Espaço Schengen. Os agentes de imigração e proteção de fronteiras fazem a determinação da admissibilidade (entrada) na UE ou no Espaço Schengen e podem cancelar ou negar a autorização ETIAS a qualquer momento durante a viagem, por exemplo, por suspeitas de fornecer informações falsas na candidatura.

### Contexto
A introdução do ETIAS tem como objetivo melhorar a segurança interna, prevenir a imigração ilegal, proteger a saúde pública e reduzir os atrasos nas fronteiras, ao identificar as pessoas que possam representar um risco nestes domínios antes da sua chegada às fronteiras externas da UE ou do Espaço Schengen. O ETIAS é também fundamental para assegurar a interoperabilidade entre as bases de dados no domínio da justiça e dos assuntos internos, um importante objetivo político neste contexto que a UE pretende atingir no final de 2023.
Antes de estabelecer o sistema ETIAS, o projeto de lei da Comissão Europeia (apresentado em 16 de novembro de 2016) foi aprovado pelo Parlamento Europeu e pelo Conselho da União Europeia. A proposta foi debatida em 2017, obtendo, entre outras aspetos, um certo alívio para os países candidatos à adesão à União Europeia. Também houve um debate sobre o estatuto do Reino Unido após o Brexit, já que os cidadãos britânicos vão precisar de uma autorização ETIAS para viajar para a UE ou para o Espaço Schengen após o Brexit. O Conselho da União Europeia apresentou uma proposta ligeiramente alterada em 9 de junho de 2017, que aprovou em 5 de setembro de 2018. O projeto de lei foi publicado no Jornal Oficial da União Europeia como Regulamento (UE) 2018/1240, em 19 de setembro de 2018, e entrou em vigor 20 dias depois. No entanto, partes do Regulamento não entrarão em vigor até ao final de 2022, quando o ETIAS deverá entrar em operação. Em março de 2021, foi alcançado um acordo entre o Parlamento Europeu e o Conselho da União Europeia sobre os detalhes práticos finais para a implementação do sistema ETIAS.
As regras acordadas permitem à Unidade Central ETIAS efetuar controlos por confronto com o Sistema de Informação de Schengen (SIS), o Sistema de Informação sobre Vistos (VIS), o Sistema de Entrada/Saída (EES), o Eurodac e o Sistema Europeu de Informação sobre Registos Criminais (ECRIS-TCN), bem como os dados da Europol e da Interpol. As regras permitem a ligação da Unidade Central ETIAS a estas bases de dados e identificam os dados que devem ser acedidos para efeitos do ETIAS, bem como as condições e os direitos de acesso da Unidade Central ETIAS e das Unidades Nacionais ETIAS. O acesso aos dados pertinentes destes sistemas permitirá às autoridades avaliar o risco de segurança ou de imigração que os requerentes possam representar e decidir se emitem ou recusam as autorizações de viagem a que os potenciais viajantes se candidatam à autorização de viagem ETIAS.

## Cronograma de introdução
Após a entrada em vigor do ETIAS, há um "período de transição" de seis meses, durante o qual as candidaturas ao ETIAS são aceites, mas não é obrigatório possuir um ETIAS para visitar. Posteriormente, há um "período de carência" final de seis meses, durante o qual o ETIAS é exigido, mas aqueles que entrem no espaço do ETIAS pela primeira vez desde o início do período de transição são ainda autorizados excecionalmente a visitar.

## ETIAS de Validade Limitada por motivos humanitários
Os visitantes que tenham tido o ETIAS recusado ou que esperem que o seu ETIAS não seja aceite podem requerer, excecionalmente, um ETIAS de Validade Limitada se tiverem "motivos humanitários ou obrigações importantes", inadiáveis e de comprovada força maior, para a sua visita. O ETIAS será válido exclusivamente para estados-membros específicos e por um período máximo obrigatório de até 90 dias.

## Prazo de validade do ETIAS
A autorização de viagem ETIAS é válida por (3) três anos ou até que o documento de viagem (passaporte) usado na candidatura ao ETIAS expire – o que ocorrer primeiro. De acordo com artigo 6.º do Regulamento (UE) 2016/399 combinado com artigo 2.º do Regulamento (UE) 2018/1240, o ETIAS é exclusivo para estadias de curta duração: uma autorização de viagem ETIAS válida apenas permite permanecer temporariamente nos países europeus que exigem o ETIAS por um período de até 90 dias por cada período de 180 dias. O visitante tem de possuir obrigatoriamente uma autorização de viagem ETIAS válida durante todo o período da sua estadia de curta duração. Durante esta estadia de curta duração, o visitante pode sair e voltar a qualquer momento, desde que respeite este prazo legal.

## Verificação dos dados
O sistema ETIAS compara as informações fornecidas com os dados nas seguintes bases de dados:
- Sistema de Entrada/Saída (SES)
- Sistema de Informação de Schengen (SIS)
- Sistema de Informação sobre Vistos (VIS)
- Sistema Europeu de Informação sobre Registos Criminais (ECRIS)
- Datiloscopia Europeia (Eurodac), o sistema de reconhecimento das impressões digitais
- Sistema de Informação da Europol (EIS)[72]
- Documentos de viagem roubados ou perdidos da Interpol (SLTD)[73]
- Documentos de viagem com alertas da Interpol (TDAWN)[74]
- Sistema Avançado de Informação sobre Passageiros (APIS)[75][76][77]
- Registo de Identificação dos Passageiros (PNR)[78][79][80]
- Documentos Falsos e Autênticos em Linha (FADO)[81][82][83][84][85][86]

## Dados a fornecer
Nos termos do artigo 17.º do Regulamento (UE) 2018/1240, está previsto que os candidatos a uma autorização de viagem ETIAS devem preencher obrigatoriamente o formulário de candidatura em linha (online) com diversos dados, incluindo uma declaração da autenticidade, integridade, exatidão e fiabilidade dos dados fornecidos e uma declaração da veracidade e fiabilidade das declarações prestadas. Cada requerente deve também declarar que compreendeu as condições de entrada referidas no artigo 6.º do Regulamento (UE) 2016/399, e que lhe pode ser solicitado que forneça os documentos comprovativos relevantes a cada entrada. Os menores devem apresentar um formulário de candidatura ao ETIAS assinado eletronicamente por uma pessoa que exerça o poder paternal permanente ou temporário ou a tutela legal.
Informações sobre o candidato
- sobrenome (nome de família), nome(s) próprio(s), sobrenome de nascimento; data de nascimento, local de nascimento, país de nascimento, sexo, nacionalidade atual, nome(s) próprio(s) dos pais do candidato;
- outros nomes (alcunhas, nomes artísticos, nomes habituais), se houver;
- outras nacionalidades, se houver;
- tipo, número e país de emissão do documento de viagem;
- a data de emissão e a data de expiração da validade do documento de viagem;
- o endereço residencial do candidato ou, se não estiver disponível, a sua cidade e país de residência;
- endereço de correio eletrónico (e-mail) e, se disponível, números de telefone;
- educação (primária, secundária, superior ou nenhuma);
- ocupação atual (trabalho); se o pedido for submetido ao tratamento manual de acordo com o procedimento previsto no artigo 26.º, o estado-membro responsável pode, nos termos do artigo 27.º, solicitar ao requerente que forneça informações adicionais sobre o seu cargo exato e empregador ou, para estudantes, o nome do seu estabelecimento educativo;
- estado-membro da primeira estadia prevista e, opcionalmente, o endereço físico da primeira estadia prevista;
- para menores, sobrenome e nome(s) próprio(s), endereço residencial, endereço de correio eletrónico (e-mail) e, se disponível, número de telefone da pessoa que exerce o poder paternal ou do tutor legal do candidato;
- quando ele ou ela reivindicar o estatuto de membro da família previsto no artigo 2.º, n.º 1, alínea c):
  - a sua condição de membro da família;
  - o sobrenome, nome(s) próprio(s), data de nascimento, local de nascimento, país de nascimento, nacionalidade atual, endereço residencial, endereço de e-mail e, se disponível, número de telefone do membro da família com quem o candidato possui vínculos familiares;
  - os seus laços familiares com esse membro da família, nos termos do artigo 2.º, n.º 2, da Diretiva 2004/38/CE;[88]
- no caso de candidaturas preenchidas por outra pessoa que não o candidato, o sobrenome, nome(s) próprio(s), nome da empresa, organização se aplicável, endereço de correio eletrónico (e-mail), endereço residencial e número de telefone dessa pessoa, se disponível; relação com o candidato e uma declaração de representação assinada.

O candidato deve escolher a sua ocupação atual (trabalho) de uma lista pré-determinada.
Além disso, o candidato deve fornecer respostas às seguintes perguntas:
- se ele ou ela foi condenado por qualquer infração criminal listada nos últimos 10 anos e no caso de infrações terroristas, nos últimos 20 anos e, em caso afirmativo, quando e em que país;
- se ele ou ela permaneceu numa zona de guerra ou num conflito específico nos últimos 10 anos e os motivos da permanência;
- se foi objecto de qualquer decisão que o obrigue a abandonar o território de um estado-membro ou de qualquer país terceiro enumerado no anexo II do Regulamento (CE) n.º 539/2001 ou se foi sujeito a qualquer decisão de remoção do Espaço Schengen emitida nos 10 anos anteriores.[89]

## Recusa, anulação e revogação de uma autorização de viagem ETIAS

### Recusa
Nos termos do artigo 37.º do Regulamento (UE) 2018/1240, a candidatura a uma autorização de viagem ETIAS é obrigatoriamente recusada sempre que o requerente:
1. Usar um documento de viagem que tenha sido declarado extraviado, furtado, desviado ou inválido no SIS;
2. Representar um risco de segurança;
3. Representar um risco de imigração ilegal;
4. Representar um elevado risco de epidemia;
5. For objeto de uma indicação inserida no SIS para efeitos de não admissão e estada;
6. Não der resposta a um pedido de informações ou de documentos suplementares nos prazos previstos no artigo 27.º;
7. Não comparecer a uma entrevista, conforme previsto no artigo 27.º, n.º 4.

A autorização de viagem é igualmente recusada sempre que, no momento do pedido, houver dúvidas razoáveis e sérias quanto à autenticidade dos dados, à fiabilidade das declarações do requerente, aos documentos justificativos apresentados ou à veracidade do seu conteúdo.

### Anulação
Nos termos do artigo 40.º do Regulamento (UE) 2018/1240, a autorização de viagem ETIAS é obrigatoriamente anulada se ficar provado que as condições de emissão não estavam preenchidas na data em que foi emitida. A autorização de viagem é anulada com base num ou vários dos motivos de recusa de uma autorização de viagem estabelecidos no artigo 37.º, n.ºs 1 e 2. Sempre que um estado-membro tiver provas de que as condições de emissão da autorização de viagem não estavam preenchidas na data em que foi emitida, a unidade nacional ETIAS desse Estado-Membro tem obrigatoriamente de anular a referida autorização de viagem.

### Revogação
Nos termos do artigo 41.º do Regulamento (UE) 2018/1240, a autorização de viagem ETIAS é obrigatoriamente revogada se ficar provado que as condições da sua emissão deixaram de estar preenchidas. A autorização de viagem é revogada com base num ou vários motivos de recusa de uma autorização de viagem estabelecidos no artigo 37.º, n.º 1. Sempre que um estado-membro tiver provas de que as condições de emissão da autorização de viagem deixaram de estar preenchidas, a unidade nacional ETIAS desse Estado-Membro tem obrigatoriamente de revogar a referida autorização de viagem.